# Giuseppe Perniciaro
Giuseppe Perniciaro (* 11. Januar 1907 in Mezzojuso, Provinz Palermo, Italien; † 5. Juni 1981 in Piana degli Albanesi) war Bischof der Eparchie Piana degli Albanesi, eines italo-albanischen Bistums auf Sizilien.

## Leben
Perniciaro erhielt seine Ausbildung im Päpstlichen Griechischen Kolleg zu Rom, wurde 1928 zum Doktor der Theologie promoviert und studierte danach Ostkirchenkunde. Am 7. Juli 1929 empfing er die Priesterweihe. Am 26. Oktober 1937 wurde er zum Titularbischof von Arbanum ernannt und zum Weihbischof in der Eparchie Piana dei Greci bestellt. Die Bischofsweihe spendete ihm am 16. Januar 1938 Giovanni Mele, Bischof der Eparchie Lungro degli Italo-Albanesi; Mitkonsekratoren waren die Weihbischöfe Paolo Schirò und Alexandre Evreinoff. Giuseppe Perniciaro wirkte zunächst als Weihbischof und Generalvikar der Apostolischen Administratoren der Eparchie Piana dei Greci, 1941 umbenannt in Eparchie Piana degli Albanesi. Am 12. Juli 1967 wurde er zum ersten griechisch-katholischen Eparchen dieser Diözese bestellt, die seit 1960 auch die lateinischen Pfarreien ihres Territoriums umfasst.